# كيفن كروم
كيفن مايكل كروم (بالإنجليزية: Kevin Michael Croom؛ مواليد 15 يوليو 1987) هو لاعب فنون قتالية مختلطة أمريكي.

## وصلات خارجية
- كيفن كروم على موقع يو إف سي (الإنجليزية)
- كيفن كروم على موقع بيلاتور (الإنجليزية)
- كيفن كروم على موقع شيردوغ (الإنجليزية)
- كيفن كروم على موقع Tapology.com (الإنجليزية)